# Walter Zwick
Walter Zwick (* 25. Mai 1941 in Klagenfurt) ist ein ehemaliger österreichischer Politiker (ÖVP). Zwick war langjähriges Mitglied des Gemeinderates und Stadtsenates sowie von 2005 bis 2009 Vizebürgermeister der Landeshauptstadt Klagenfurt am Wörthersee. 

## Biographie
Walter Zwicks Vater Vinzenz hatte 1923 am Alten Platz eine Eisenwarenhandlung gegründet, die noch vor dem Zweiten Weltkrieg zu einem Großhandel heranwuchs. Nach seiner Schulbildung an Gymnasium und Handelsakademie übernahm Walter Zwick das bis heute existierende Unternehmen 1964. Zwick begann seine politische Karriere über den Österreichischen Wirtschaftsbund, in welchem er 1978 Bezirksobmann-Stellvertreter wurde. Bei den Wahlen des Jahres 1979 zog er in den Klagenfurter Gemeinderat ein, dem er bis 1985 als einfaches Mitglied angehörte. Ab diesem Jahr bekleidete er durchgehend einen Posten in der Stadtregierung. Sein letztes und höchstrangiges Amt war jenes des Vizebürgermeisters unter Harald Scheucher. Diese Möglichkeit hatte sich nach dem Bruch einer Koalition zwischen ÖVP und BZÖ und dem darausfolgenden Ausscheiden des bisherigen Vizebürgermeisters Mario Canori eröffnet. Nach einem enttäuschenden Abschneiden der ÖVP bei den Wahlen des Jahres 2009 schied Zwick nach 30 Jahren aus der Stadtpolitik aus.
Walter Zwick ist verheiratet und hat drei Kinder. Seine Frau Gertraud arbeitet ebenfalls im Familienunternehmen und betätigt sich bei der karitativen Organisation der Klagenfurter Bürgerfrauen, denen sie seit 2007 als Obfrau vorsteht.